# Chien d'arrêt allemand à poil raide
Pour les articles homonymes, voir Chien d'arrêt allemand et Braque allemand.
Le chien d'arrêt allemand à poil raide ou braque allemand à poil raide est un chien d'arrêt continental d'origine allemande appartenant au 7e groupe de la Fédération cynologique internationale. C'est un chien de taille moyenne, au poil raide.

## Historique
Le chien d’arrêt allemand à poil raide est la race la plus ancienne des chiens d’arrêt à poil dur. En 1888, Hans von Kadisch considère que cette race est issue de l'ancien chien d’oysel allemand et pas simplement une variété du chien d’arrêt à poil court. La race a été sélectionnée et développée à partir de sujets survivants allemands de l'ancien chien d'oysel allemand. L'élevage est rapidement effectué en race pure, sans croisement avec des races anglaises. Le Club du Stichelhaar est fondé en 1892 et est renommé Verein Deutsch Stichelhaar en 1976.
D'autres thèses de l'origine de la race font descendre le chien d'arrêt allemand à poil raide du drahtaar ou de chiens de berger.

## Standard

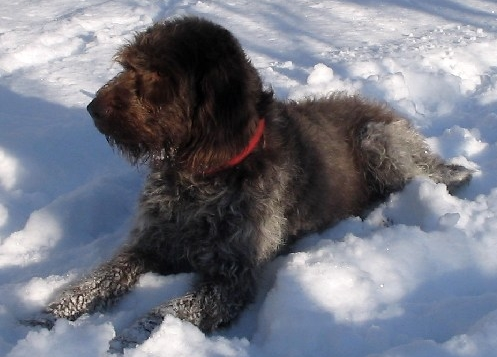
Le poil du chien d'arrêt allemand est raide et dur.

Le chien d'arrêt allemand à poil raide est un braque de taille moyenne, d'aspect puissant sans lourdeur. La queue est de longueur moyenne, droite, tout au plus légèrement recourbée vers le haut. Les yeux sont légèrement ovales, de grandeur moyenne, limpides. De couleur marron, ils s'adaptent à la couleur de la robe, sans jamais être jaunes. De grandeur moyenne, les oreilles ne sont pas trop larges à l’attache, la pointe s’émousse en arrondi. Elles sont attachées haut. 
Le poil est raide, dur et hérissé, d'une longueur approximative de 4 cm. Le sous-poil est souvent à peine visible. Les sourcils sont bien marqués, ce qui donne un air farouche. Au museau, le poil forme une barbe modérée. Sur le haut de la tête, le poil est court et bien couché, sur les oreilles, le poil court est plus doux. Sur les épaules et vers les parties inférieures du corps, le poil est un peu plus long et forme à partir de la gorge de légères franges qui suivent la ligne médiane de la poitrine et du ventre et qui sont orientées vers le bas. La queue est garnie d’un poil abondant et serré qui est bien couché dans le sens de la croissance, il ne forme pas de panache. Les couleurs autorisées sont le marron, avec ou sans taches blanches au poitrail, le marron mélangé de blanc avec ou sans plages marron et le rouan clair avec ou sans plages marron.

## Caractère
Le chien d'arrêt allemand à poil raide est décrit dans le standard FCI comme équilibré, calme, résistant et courageux. C'est un chien maître de lui et ni peureux, ni agressif. Son indépendance conduit à un tempérament assez difficile, distant avec les étrangers. Il est déconseillé au foyer avec enfants.

## Utilité
Le chien d'arrêt allemand est un chien de chasse polyvalent. Son caractère est assez difficile, il est indépendant. Son instinct de prédation est fort, et il se montre agressif avec le gibier.
Son caractère le conduit à être un bon chien de garde.